# Serraca grisearia
Serraca grisearia är en fjärilsart som beskrevs av Max Joseph Bastelberger 1902. Serraca grisearia ingår i släktet Serraca och familjen mätare. Inga underarter finns listade i Catalogue of Life.